# Château de la Fasanerie

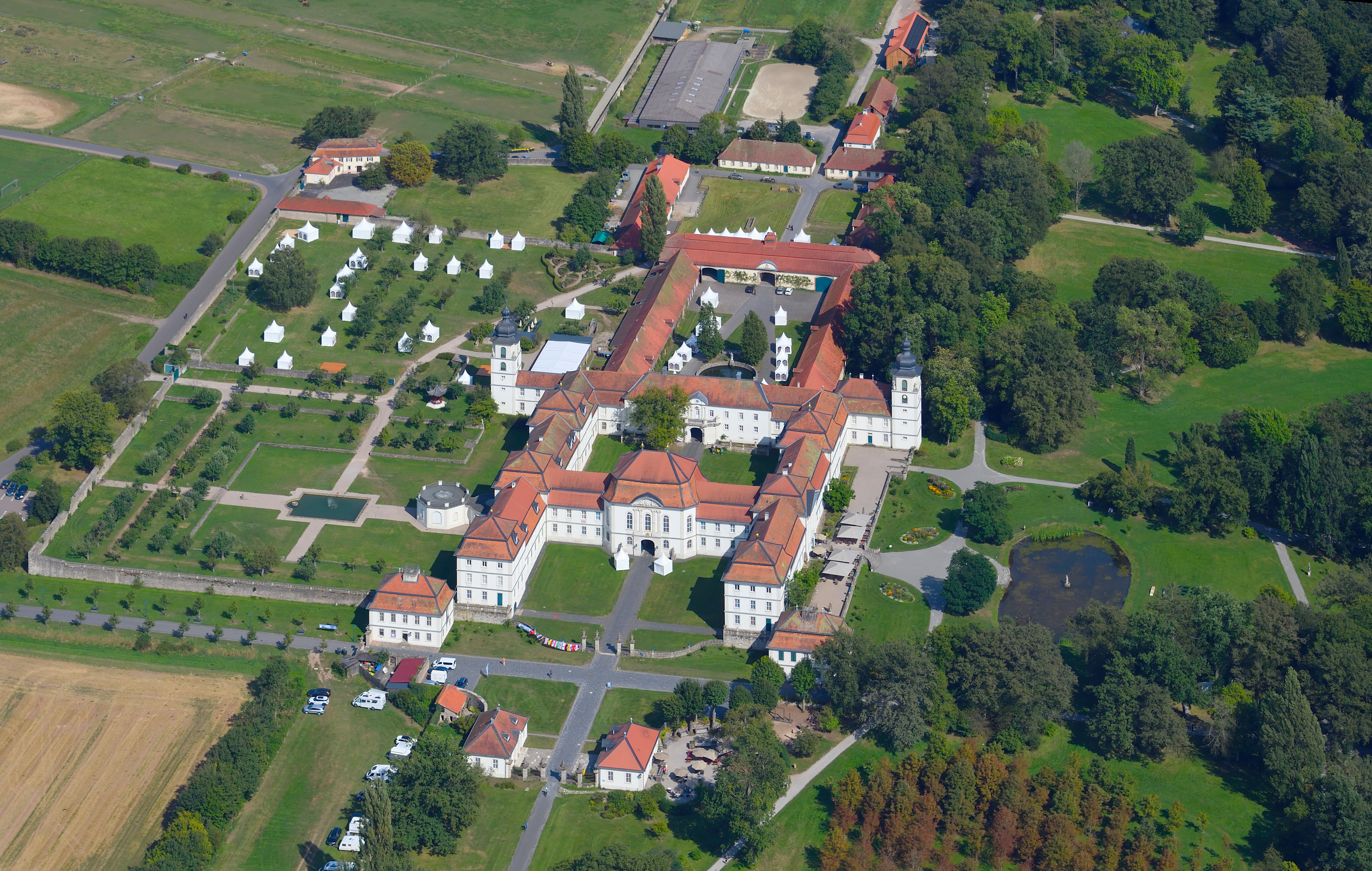
Vue aérienne du château de la Fasanerie

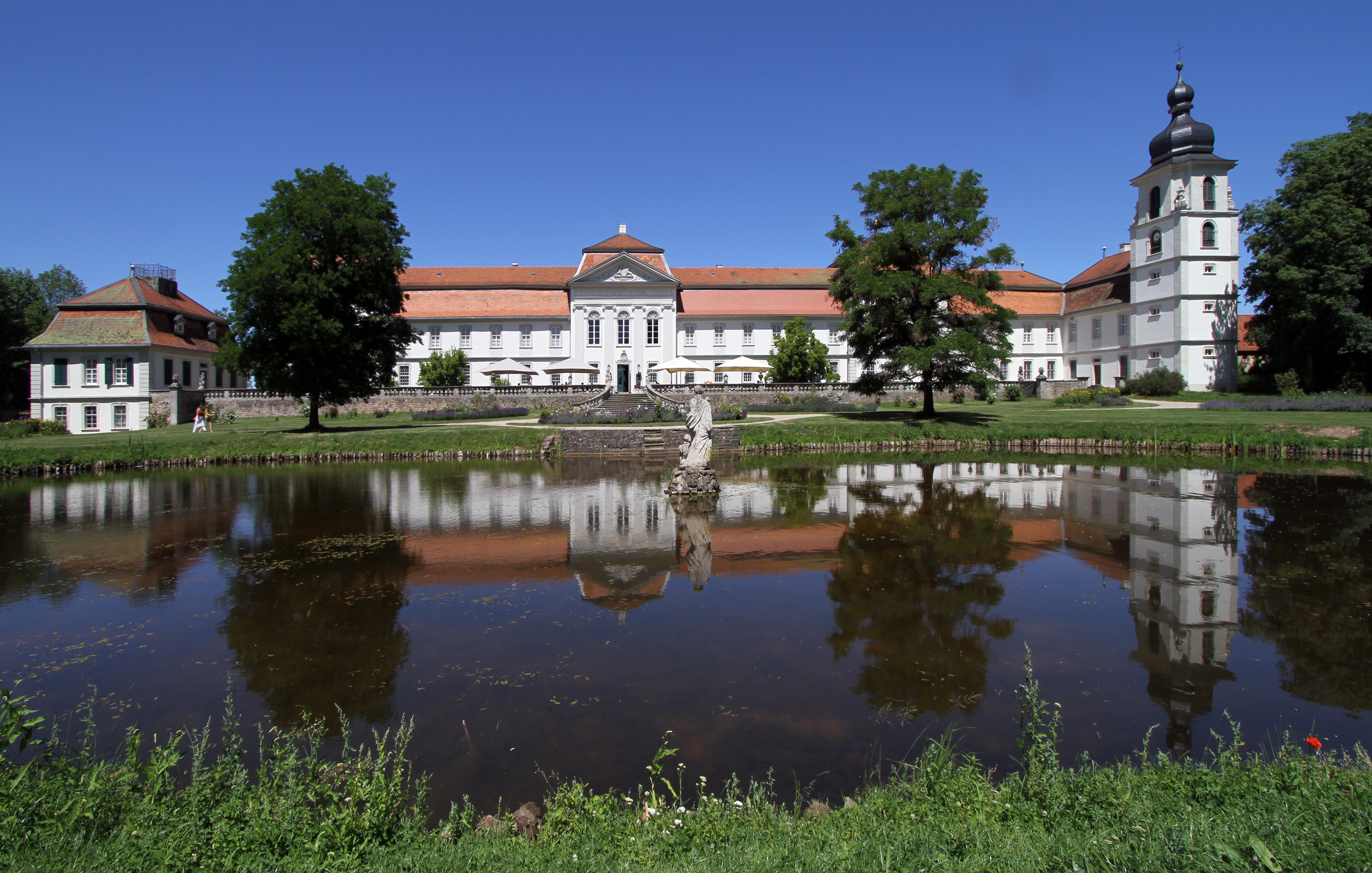

Le château de la Fasanerie est un château du XVIIIe siècle, situé à 4 km de Fulda, en Allemagne. Ce château, de style baroque, fut construit entre 1730 et 1757, pour servir de résidence d'été aux princes-abbés de Fulda.
En allemand, Fasanerie signifie « faisanderie ».

## Historique
Le domaine a été acquis dans le premier tiers du XVIIIe siècle par Adolf von Dalberg, prince-abbé de Fulda, pour construire un pavillon de chasse, nommé Adolphseck. Le prince-évêque, Amand von Busek, fait bâtir à sa place un château baroque, selon les plans d'Andrea Gallasini.
Lorsque le domaine est sécularisé au début du XIXe siècle, il passe à la famille de Hesse.

## Aujourd'hui
Le château appartient aujourd'hui à la fondation de la Maison de Hesse qui l'a ouvert comme musée. La collection d'antiquités et la collection de porcelaines, provenant de la famille de Hesse, sont particulièrement remarquables. Des journées du jardin y sont ouvertes pour les amateurs de jardinage, tous les ans fin mai ou début juin. Les anciens bains sont disponibles pour des expositions temporaires et un restaurant est ouvert pour le public.
Les archives des princes et grands-ducs de Hesse sont conservées au château.